# Adolfo Ruiz Cortínez, Mapastepec
Adolfo Ruiz Cortínez är en ort i Mexiko.   Den ligger i kommunen Mapastepec och delstaten Chiapas, i den sydöstra delen av landet, 800 km sydost om huvudstaden Mexico City. Adolfo Ruiz Cortínez ligger 122 meter över havet och antalet invånare är 471.
Terrängen runt Adolfo Ruiz Cortínez är varierad. Runt Adolfo Ruiz Cortínez är det ganska glesbefolkat, med 27 invånare per kvadratkilometer. Närmaste större samhälle är Mapastepec, 5,3 km väster om Adolfo Ruiz Cortínez. Omgivningarna runt Adolfo Ruiz Cortínez är en mosaik av jordbruksmark och naturlig växtlighet.